# Cultura Hopewell

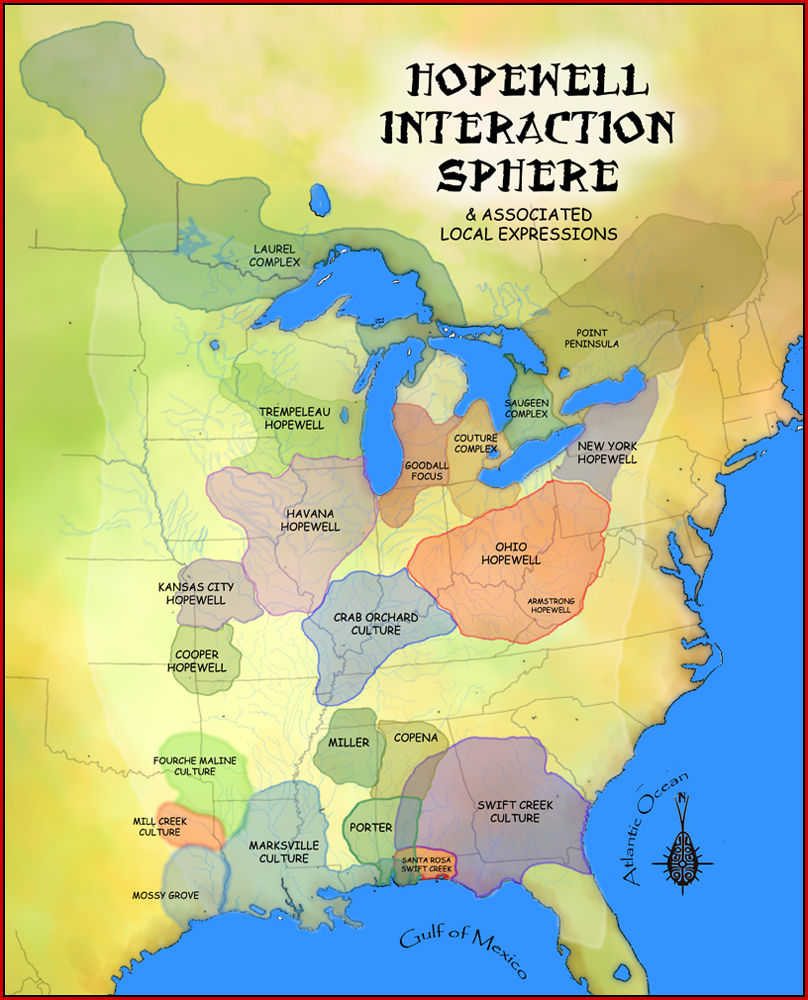
El área de interacción de la denominada cultura Hopewell.

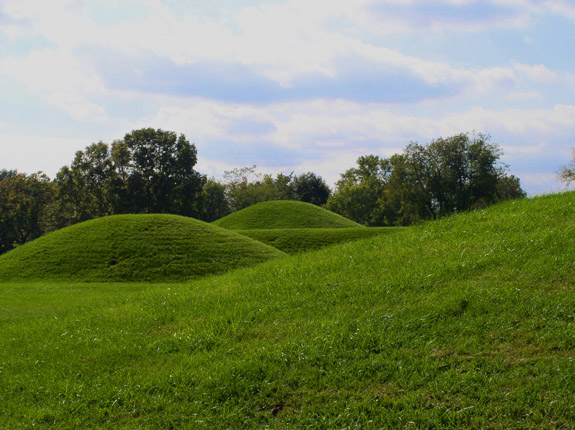
El Mound City Group, en Chillicothe, Ohio.

La cultura Hopewell designa la cultura nativa americana que se desarrolló a lo largo de los ríos de los Estados Unidos del noreste y medio oeste desde el siglo II a. C. hasta el siglo V d. C. Sucede a la cultura Adena y, como esta, se refiere a los pueblos de los Mound Builders —constructores de montículos—. En su apogeo, comprendía los territorios que van desde el oeste de Nueva York hasta el Misuri y desde Wisconsin hasta el Misisipi, incluyendo las orillas del lago Ontario.
Las tumbas son más amplias y se desarrolla una red de comunicación de larga distancia.
Los poblamientos Hopewell se encuentran en los biotopos más diversos, con recursos naturales muy variados. Calabaza y judías, recolección y cultivo siguen proporcionando una parte importante de la dieta. El maíz se encuentra presente en los últimos yacimientos de ese período, pero parece haber desempeñado solamente un papel menor. El hábitat de los Hopewell está cercano a los wigwam de las tribus vecinas.
Los yacimientos Hopewell muestran edificios de tierra, con bancales de cinco metros de altura, delimitando áreas circulares, rectangulares y octogonales, con una superficie total de hasta cuarenta hectáreas. El ajuar funerario, de alta calidad, indica la existencia de un ámbito social y religioso que importa materiales exóticos: conchas del golfo de México en Míchigan y Wisconsin, dientes de tiburón en Illinois, cobre cerca del lago Superior, obsidiana y dientes de oso pardo procedentes del Far West en Illinois y  Ohio, mica y sílex. Los arqueólogos han encontrado también objetos tallados en hueso y cuerno, así como instrumentos musicales.